# Inge Nilsson
Inge Nilsson (ur. 13 czerwca 1926, zm. 4 lutego 2017) – szwedzki lekkoatleta, sprinter, mistrz Europy z 1946.
Zwyciężył w sztafecie 4 × 100 metrów na mistrzostwach Europy w 1946 w Oslo. Sztafeta szwedzka biegła w zestawieniu: Stig Danielsson, Nilsson, Olle Laessker i Stig Håkansson.
Był mistrzem Szwecji w sztafecie 4 × 100 metrów w 1945 i 1948.